# La Baroche-sous-Lucé

La Baroche-sous-Lucé este o comună în departamentul Orne, Franța. În 1 ianuarie 2018 avea o populație de 386 de locuitori.